# Élections législatives de 1951 en Algérie française
Les élections législatives françaises de 1951 se tiennent le 17 juin. Ce sont les deuxièmes élections législatives de la Quatrième République.

## Mode de scrutin
- représentation proportionnelle plurinominale suivant la méthode du plus fort reste dans les circonscriptions. Il y a au total 629 sièges à pourvoir. Le vote préférentiel est admis ;

- dans les départements d'Algérie française, trente députés sont à élire, quinze par chaque collège électoral.

Le premier collège regroupe les électeurs relevant du Statut civil français (les Pieds-noirs et les évolués). Le second collège regroupe ceux gardant leurs Statuts personnels (les français musulmans d'Algérie). 
- Si le suffrage est universel pour le premier collège (hommes et femmes de plus de 21 ans), dans le second collège seuls les hommes peuvent voter. Le droit de vote des femmes FMA n'ayant pas été fixé par l'assemblée algérienne, elles ne peuvent pas prendre part au vote. Elles ne voteront qu'à partir de 1958.

### Irrégularités
Si dans le premier collège (celui des européens), il ne semble pas y avoir eu de fraudes, les élections dans les seconds collèges seront très largement remises en cause.  
Ces élections ont fait l'objet de polémique et sont accusées de fraudes électorales, surtout parce que les partis MTLD de Messali Hadj et UDMA de Ferhat Abbas avaient gagné les élections municipales de 1947. Yves Chataigneau, le gouverneur général de septembre 1944 a février 1948, refusait de faire intervenir l'administration dans les opérations électorales, mais son successeur, Marcel-Edmond Naegelen, a accepté le trucage des élections en 1948 et 1951.

## Élus
| Député sortant              | Parti | Parti   | Député élu ou réélu         | Parti | Parti      |  |
| --------------------------- | ----- | ------- | --------------------------- | ----- | ---------- |  |
| Département d'Alger         |       |         |                             |       |            |  |
| Premier collège             |       |         |                             |       |            |  |
| Pierre Fayet                |       | PCA     | Pierre Fayet                |       | PCA        |  |
| Auguste Rencurel            |       | Rad-soc | Georges Blachette           |       | CNIP       |  |
| Adolphe Aumeran             |       | CNIP    | Adolphe Aumeran             |       | CNIP       |  |
| Paul Viard                  |       | MRP     | Paulin Colonna d'Istria     |       | RPF        |  |
| Fernand Chevalier           |       | CNIP    | Marcel Ribère               |       | RPF        |  |
| Maximilien Zigliara         |       | CNIP    | Marcel Paternot             |       | CNIP       |  |
| Deuxième collège            |       |         |                             |       |            |  |
| Abderrahmane Bentounès      |       | SFIO    | Abderrahmane Bentounès      |       | CNIP       |  |
| Amar Smaïl                  |       | Rad-soc | Amar Smaïl                  |       | Rad-soc    |  |
| Mohamed Bentaïeb            |       | MRP     | Menouar Saïah               |       | Rad-soc    |  |
| Ahmed Mezerna               |       | MTLD    | Ahmed Aït-Ali               |       | MRP        |  |
| Mohamed Khider              |       | MTLD    | Ali Ben Lakhdar Brahimi     |       | SFIO       |  |
| Département de Constantine  |       |         |                             |       |            |  |
| Premier collège             |       |         |                             |       |            |  |
| Raoul Borra                 |       | SFIO    | Jules Valle                 |       | RGRIF-PPUS |  |
| René Mayer                  |       | Rad-soc | René Mayer                  |       | Rad-soc    |  |
| Paul Pantaloni              |       | CNIP    | Paul Pantaloni              |       | CNIP       |  |
| Jacques Augarde             |       | MRP     | Léon Haumesser              |       | RPF        |  |
| Deuxième collège            |       |         |                             |       |            |  |
| Abdelkader Cadi             |       | UDSR    | Abdelkader Cadi             |       | UDSR       |  |
| Hachemi Benchennouf         |       | MI      | Mohamed Bengana             |       | Rad-soc    |  |
|                             |       |         |                             |       |            |  |
| Mohamed Lamine Debaghine    |       | MTLD    | Mohammed Saleh Bendjelloul  |       | RPF        |  |
| Messaoud Boukadoum          |       | MTLD    | Youcef Kessous              |       | CNIP       |  |
| Djamel-Eddine Derdour       |       | MTLD    | Mostefa Benbahmed           |       | SFIO       |  |
|                             |       |         |                             |       |            |  |
| Abderrahmane Djemad         |       | PCA     | Abdelmadjid Ourabah         |       | Rad-soc    |  |
| Allaoua Ben Aly Chérif      |       | MRP     | Allaoua Ben Aly Chérif      |       | MRP        |  |
| Département d'Oran          |       |         |                             |       |            |  |
| Premier collège             |       |         |                             |       |            |  |
| Alice Sportisse Gomez-Nadal |       | PCA     | Alice Sportisse Gomez-Nadal |       | PCA        |  |
| Maurice Rabier              |       | SFIO    | Maurice Rabier              |       | SFIO       |  |
| Charles Serre               |       | MRP     | Henri Fouques-Duparc        |       | RPF        |  |
| Henri Jeanmot               |       | Rad-soc | Roger de Saivre             |       | UNIR       |  |
| François Quilici            |       | CNIP    | François Quilici            |       | CNIP       |  |
| Deuxième collège            |       |         |                             |       |            |  |
| Mohamed Mokhtari            |       | PCA     | Djilali Hakiki              |       | Rad-soc    |  |
| Ahmed Mekki-Bezzeghoud      |       | MI      | Ahmed Mekki-Bezzeghoud      |       | Rad-soc    |  |
| Ghalamallah Laribi          |       | MI      | Djelloul Ould Kadi          |       | UDSR       |  |

## Résultats

### Département d'Alger

#### Premier collège (statut civil français)
| Parti    | Parti    | Tête de liste     | Résultats | Résultats | Sièges |  |
| Parti    | Parti    | Tête de liste     | Voix      | %         |        |  |
| -------- | -------- | ----------------- | --------- | --------- | ------ |  |
|          | CNIP-RPF | Georges Blachette | 72 202    | 47,19     | 4      |  |
|          | PCA      | Pierre Fayet      | 31 714    | 20,73     | 1      |  |
|          | CNIP     | Adolphe Aumeran   | 29 518    | 19,29     | 1      |  |
|          | SFIO     | Marius Dalloni    | 8 853     | 5,79      | 0      |  |
|          | UNIR     | M. Bréban         | 7 857     | 5,14      | 0      |  |
|          | RIF      | M. Spampinato     | 1 342     | 0,88      | 0      |  |
|          |          |                   |           |           |        |  |
| Inscrits | Inscrits | Inscrits          | 228 101   | 100,00    | 6      |  |
| Votants  | Votants  | Votants           | 156 088   | 68,43     |        |  |
| Exprimés | Exprimés | Exprimés          | 153 017   | 98,03     |        |  |

#### Deuxième collège (statut personnel)
| Parti    | Parti            | Tête de liste    | Résultats | Résultats | Sièges |  |
| Parti    | Parti            | Tête de liste    | Voix      | %         |        |  |
| -------- | ---------------- | ---------------- | --------- | --------- | ------ |  |
|          | Rad-soc-MRP-SFIO | Menouar Saïah    | 231 928   | 78,45     | 5      |  |
|          | MTLD             | Ahmed Mezerna    | 31 355    | 10,61     | 0      |  |
|          | UDMA             | Ahmed Boumendjel | 13 204    | 4,47      | 0      |  |
|          | PCA              | Mahmoud Boudiaf  | 9 611     | 3,25      | 0      |  |
|          | CNIP             | Mohamed Bentaïeb | 9 542     | 3,23      | 0      |  |
|          |                  |                  |           |           |        |  |
| Inscrits | Inscrits         | Inscrits         | 453 075   | 100,00    | 5      |  |
| Votants  | Votants          | Votants          | 297 865   | 65,74     |        |  |
| Exprimés | Exprimés         | Exprimés         | 295 640   | 99,25     |        |  |

- Ces élections sont vraisemblablement entachées de fraudes massives de la part de l'administration.

### Département de Constantine

#### Premier collège (statut civil français)
| Parti    | Parti            | Tête de liste           | Résultats | Résultats | Sièges |  |
| Parti    | Parti            | Tête de liste           | Voix      | %         |        |  |
| -------- | ---------------- | ----------------------- | --------- | --------- | ------ |  |
|          | Rad-soc-CNIP-MRP | René Mayer              | 31 942    | 39,97     | 2      |  |
|          | RGRIF-PPUS       | Jules Valle             | 14 544    | 17,75     | 1      |  |
|          | RPF              | Léon Haumesser          | 14 284    | 17,43     | 1      |  |
|          | PCA              | René Soler              | 10 366    | 12,65     | 0      |  |
|          | SFIO             | Raoul Borra             | 9 332     | 11,39     | 0      |  |
|          | RPA              | M. de Clermont-Tonnerre | 761       | 0,93      | 0      |  |
|          |                  |                         |           |           |        |  |
| Inscrits | Inscrits         | Inscrits                | 114 526   | 100,00    | 4      |  |
| Votants  | Votants          | Votants                 | 83 990    | 73,34     |        |  |
| Exprimés | Exprimés         | Exprimés                | 81 959    | 97,58     |        |  |

#### Deuxième collège (statut personnel) Première circonscription
| Parti    | Parti        | Tête de liste    | Résultats | Résultats | Sièges |  |
| Parti    | Parti        | Tête de liste    | Voix      | %         |        |  |
| -------- | ------------ | ---------------- | --------- | --------- | ------ |  |
|          | UDSR-Rad-soc | Abdelkader Cadi  | 153 764   | 91,73     | 5      |  |
|          | UDMA         | Mostefaï El Hadi | 6 409     | 3,82      | 0      |  |
|          | MTLD         | Omar Mahboub     | 4 963     | 2,96      | 0      |  |
|          | PCA          | Laïd Lamrani     | 2 394     | 1,43      | 0      |  |
|          |              |                  |           |           |        |  |
| Inscrits | Inscrits     | Inscrits         | 249 079   | 100,00    | 5      |  |
| Votants  | Votants      | Votants          | 168 061   | 67,47     |        |  |
| Exprimés | Exprimés     | Exprimés         | 167 632   | 99,75     |        |  |

- Ces élections sont très vraisemblablement entachées de fraudes massives de la part de l'administration.

#### Deuxième collège (statut personnel) Deuxième circonscription
| Parti    | Parti    | Tête de liste              | Résultats | Résultats | Sièges |  |
| Parti    | Parti    | Tête de liste              | Voix      | %         |        |  |
| -------- | -------- | -------------------------- | --------- | --------- | ------ |  |
|          | CNIP-RPF | Mohammed Saleh Bendjelloul | 109 583   | 74,43     | 3      |  |
|          | MTLD     | Abderrahmane Kiouane       | 19 774    | 13,43     | 0      |  |
|          | UDMA     | Ahmed Boumendjel           | 14 497    | 9,85      | 0      |  |
|          | PCA      | Mahmoud Boudiaf            | 3 209     | 2,18      | 0      |  |
|          |          |                            |           |           |        |  |
| Inscrits | Inscrits | Inscrits                   | 219 809   | 100,00    | 3      |  |
| Votants  | Votants  | Votants                    | 148 010   | 67,34     |        |  |
| Exprimés | Exprimés | Exprimés                   | 147 232   | 99,47     |        |  |

- Ces élections sont vraisemblablement entachées de fraudes massives de la part de l'administration.

#### Deuxième collège (statut personnel) Troisième circonscription
- Les listes d'Union républicaine (RGR) et d'Union démocratique (MRP) se sont apparentées. Comme leurs scores cumulées dépassent les 50% des votants, elles obtiennent tous les sièges en jeu. La répartition des sièges entre les listes apparentées se fait à la proportionnelle.

| Parti    | Parti    | Tête de liste          | Résultats | Résultats | Sièges |  |
| Parti    | Parti    | Tête de liste          | Voix      | %         |        |  |
| -------- | -------- | ---------------------- | --------- | --------- | ------ |  |
|          | RGR *    | Abdelmadjid Ourabah    | 37 086    | 35,86     | 1      |  |
|          | MRP *    | Allaoua Ben Aly Chérif | 31 978    | 30,92     | 1      |  |
|          | UDMA     | Ferhat Abbas           | 27 552    | 26,64     | 0      |  |
|          | MTLD     | Mohamed Mahfoudi       | 3 588     | 3,47      | 0      |  |
|          | PCA      | Abderrahmane Djemad    | 3 244     | 3,15      | 0      |  |
|          |          |                        |           |           |        |  |
| Inscrits | Inscrits | Inscrits               | 183 507   | 100,00    | 2      |  |
| Votants  | Votants  | Votants                | 103 979   | 56,66     |        |  |
| Exprimés | Exprimés | Exprimés               | 103 411   | 99,45     |        |  |

- Ces élections sont vraisemblablement entachées de fraudes massives de la part de l'administration.

### Département d'Oran

#### Premier collège (statut civil fran)
- Les listes RPF, CNIP, MRP et RGR se sont apparentées.
- Les voix cumulées de l'apparentement représentant moins de 50% des exprimés, les sièges sont répartis à la proportionnelle entre tous les partis.
- Le score de l'apparentement est considéré comme celui d'une liste pour la répartition générale, ensuite la répartition interne des sièges entre apparentées se fait également à la proportionnelle.

| Parti    | Parti    | Tête de liste               | Résultats | Résultats | Sièges |  |
| Parti    | Parti    | Tête de liste               | Voix      | %         |        |  |
| -------- | -------- | --------------------------- | --------- | --------- | ------ |  |
|          | PCA      | Alice Sportisse Gomez-Nadal | 35 529    | 26,49     | 1      |  |
|          | RPF *    | Henri Fouques-Duparc        | 30 589    | 22,81     | 1      |  |
|          | UNIR     | Roger de Saivre             | 23 210    | 17,30     | 1      |  |
|          | SFIO     | Maurice Rabier              | 19 541    | 14,57     | 1      |  |
|          | CNIP *   | François Quilici            | 16 548    | 12,34     | 1      |  |
|          | MRP *    | M. Giudicelli               | 6 583     | 4,91      | 0      |  |
|          | RGR *    | M. Arnaud                   | 1 684     | 1,26      | 0      |  |
|          |          |                             |           |           |        |  |
| Inscrits | Inscrits | Inscrits                    | 228 101   | 100,00    | 5      |  |
| Votants  | Votants  | Votants                     | 156 088   | 68,43     |        |  |
| Exprimés | Exprimés | Exprimés                    | 153 017   | 98,03     |        |  |

#### Deuxième collège (statut personnel)
| Parti    | Parti    | Tête de liste          | Résultats | Résultats | Sièges |  |
| Parti    | Parti    | Tête de liste          | Voix      | %         |        |  |
| -------- | -------- | ---------------------- | --------- | --------- | ------ |  |
|          | RGR      | Ahmed Mekki-Bezzeghoud | 154 385   | 77,05     | 3      |  |
|          | UDMA     | Ahmed Tahar            | 20 225    | 10,09     | 0      |  |
|          | MTLD     | Houari Souiah          | 17 305    | 8,64      | 0      |  |
|          | PCA      | Mustapha Fodil         | 8 432     | 4,21      | 0      |  |
|          |          |                        |           |           |        |  |
| Inscrits | Inscrits | Inscrits               | 301 412   | 100,00    | 3      |  |
| Votants  | Votants  | Votants                | 201 952   | 67,01     |        |  |
| Exprimés | Exprimés | Exprimés               | 200 364   | 99,21     |        |  |

- Ces élections sont vraisemblablement entachées de fraudes massives de la part de l'administration.